# 柏德诺
海顿·勒梅尔·柏德诺（英語：Haydon LeMaire Boatner；1900年10月8日—1977年5月29日）出生於路易斯安那州，毕业于西点军校。曾任中国战区美军作战司令部参谋长、美国陆军少将，並參與第二次世界大戰與韓戰。